# Janko Jurančič
Janko Jurančič, slovenski jezikoslovec, leksikograf in akademik, * 18. december 1902, Andrenci, † 15. december 1989, Ljubljana.

## Življenje
Sin Ivana Jurančiča. Klasično gimnazijo je obiskoval v Mariboru in na Ptuju. Slavistiko in germanistiko je študiral v Ljubljani (nekaj časa tudi v Beogradu) in leta 1930 diplomiral.
Dve dobri desetletji je bil profesor srbohrvaškega jezika na Tehnični srednji šoli v Ljubljani, nato tam na Višji pedagoški šoli (1952-61). Poučeval je na Visoki pedagoški šoli, od 1953 tudi na FF Univerze Ljubljani Po doktoratu leta 1962 v Zagrebu je postal (od 1971 redni) univerzitetni profesor za srbski in hrvaški jezik in književnost na Filozofski fakulteti v Ljubljani. 
Od leta 1973 do 1984 je bil predsednik uredniškega odbora Slovarja slovenskega knjižnega jezika. Od leta 1976 je bil izredni, od leta 1981 pa redni član SAZU.

## Delo
Janko Jurančič velja za utemeljitelja srbohrvatistike na Slovenskem. Pisal je učbenike za pouk tega jezika na slovenskih osnovnih šolah, pripravil obsežne in temeljite srbsko-hrvaško-slovenske slovarje v več izdajah, leta 1957 je izdal slovnico južnoslovanskih jezikov, kasneje tudi slovensko slovnico za Hrvate in Srbe.